# Ole Haavardsholm
Pour les articles homonymes, voir Haavardsholm.
Ole Haavardsholm (né le 18 juillet 1989 à Stavanger), est un coureur cycliste norvégien faisant carrière sur route. Il a entre autres gagné deux fois le championnat contre-la-montre juniors de Norvège.

## Palmarès et classements mondiaux

### Palmarès
- 2006
  -  Champion de Norvège du contre-la-montre juniors
  - 2e étape du Tour de Münster juniors (contre-la-montre)
- 2007
  -  Champion de Norvège du contre-la-montre juniors
  - 1re étape du Prix de Saint-Martin Kontich (contre-la-montre)
  - 2e étape du Grand Prix Général Patton
  - 2e du Grand Prix Général Patton
  -  Médaillé de bronze au championnat d'Europe sur route juniors
  - 3e du Keizer der Juniores
- 2009
  - Poreč Trophy

### Classements mondiaux
| Année           | 2009 |
| --------------- | ---- |
| UCI Europe Tour | 415e |